# Odoardo Vecchiarelli

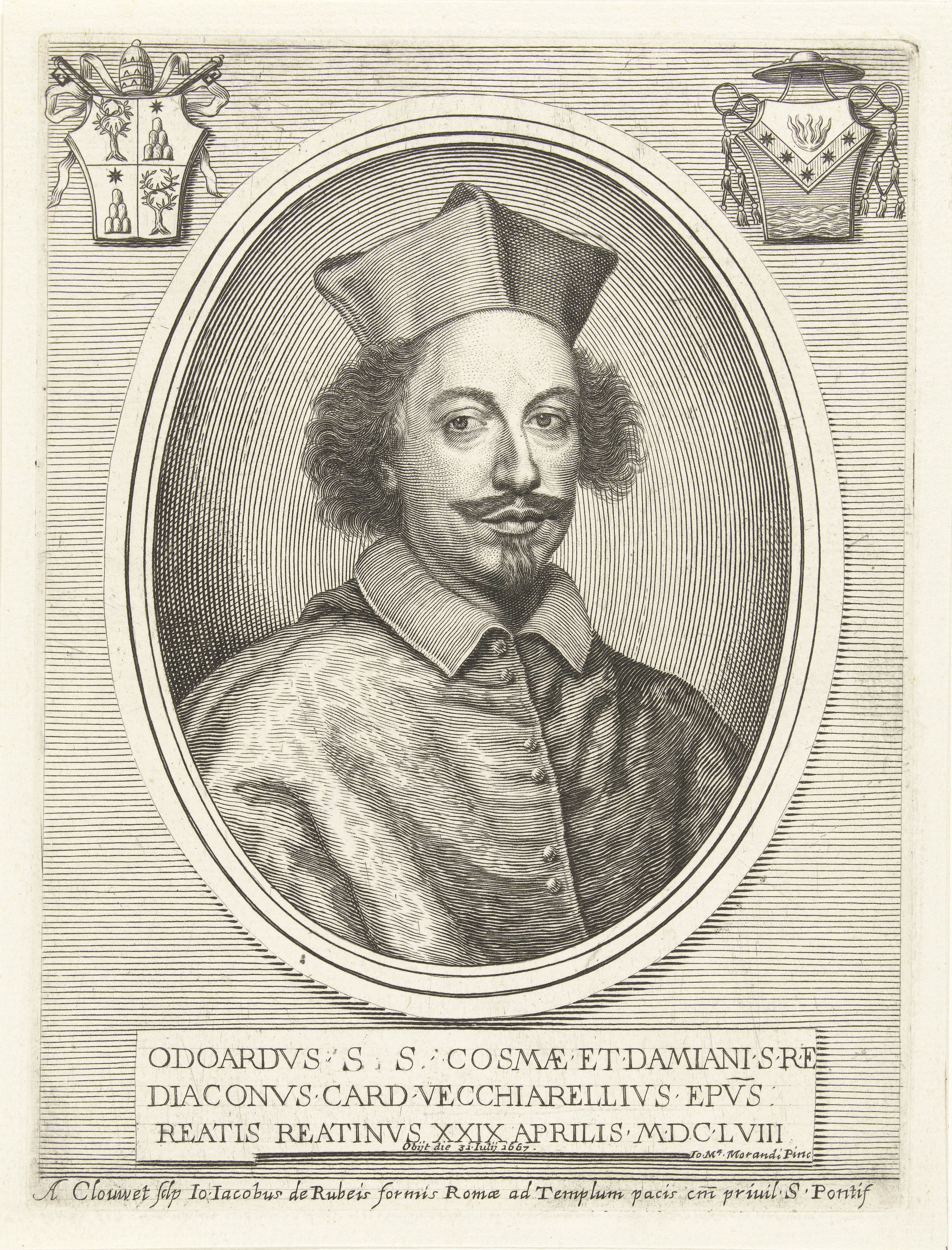
Odoardo Kardinal Vecchiarelli (Druck von ca. 1667–1679)

Odoardo Vecchiarelli (* 1613 in Rieti; † 31. Juli 1667 in Rom) war ein italienischer Bischof und Kardinal.

## Leben

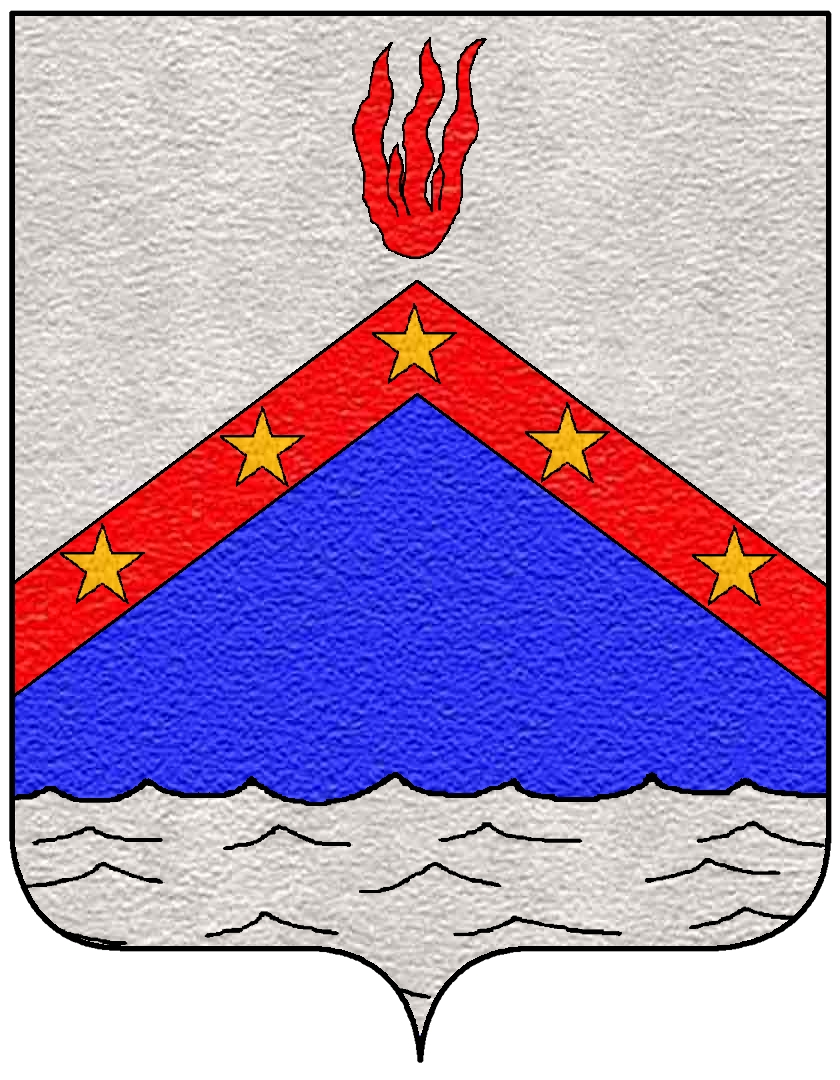
Wappen des Hauses Vecchiarelli

Vecchiarelli wurde 1613 in Rieti als Mitglied einer Patrizierfamilie geboren.
Später erhielt er eine Anstellung an der Römischen Kurie, wo er zunächst Kleriker der Apostolischen Kammer wurde und 1654 zum Auditor derselben ernannt wurde.
Papst Alexander VII. kreierte Odoardo Vecchiarelli im Konsistorium vom 29. April 1658 zum Kardinal in pectore. Publiziert wurde seine Kardinals Erhebung erst am 5. April 1660, als er vom Pontifex den Kardinalshut erhielt und zum Kardinaldiakon von Santi Cosma e Damiano ernannt wurde.
Die Ernennung zum Bischof von Rieti durch Alexander VII. erfolgte am 5. Mai 1660, woraufhin ihm am 6. Juni 1660 Kardinal Giulio Rospigliosi, der spätere Papst Clemens IX., die Bischofsweihe erteilte.
Kardinal Vecchiarelli nahm am Konklave von 1667 teil, aus dem Clemens IX. als neuer Papst hervorging.
Vecchiarelli starb am 31. Juli 1667 in seinem Palast in Rom an der Piazza Nicosia. Seine letzte Ruhestätte erhielt er im Grab seines Onkels in der Kirche San Pietro in Vincoli. Eine Gedenktafel für den verstorbenen Kardinal befindet sich über der Westtür der Kathedrale von Rieti.